# Брук-Смит, Люк
Люк Брук-Смит (англ. Luke Brooke-Smith; родился 8 июня 2008) — новозеландский футболист, атакующий полузащитник клуба «Веллингтон Феникс».

## Клубная карьера
Воспитанник футбольной академии новозеландских клубов «Кембридж» и «Гамильтон Уондерерс». В 2024 году дебютировал в основном составе «Гамильтон Уондерерс». В том же году перешёл в клуб «Веллингтон Феникс». 22 декабря 2024 года дебютировал в основном составе «Веллингтона» в матче Эй-лиги против «Уэстерн Сидней Уондерерс», в возрасте 16 лет и 199 дней став самым юным новозеландцем, сыгравшим в Эй-лиге.

## Карьера в сборной
Выступал за сборную Новой Зеландии до 16 лет, сыграв на чемпионате ОФК (до 16 лет), который прошёл на Таити в 2024 году.

## Вне футбола
С детства увлекался гонками на велосипедах BMX, выиграв восемь титулов в детских категориях.